# Candy Pop (bài hát của Twice)
Candy Pop là một bài hát được thu âm bởi nhóm nhạc nữ Hàn Quốc Twice. Đây là đĩa đơn maxi tiếng Nhật thứ hai của nhóm với 3 bài hát khác. Bài hát được phát hành dưới dạng nhạc số vào ngày 12 tháng 1 năm 2018 và đĩa CD phát hành vào ngày 7 tháng 2 năm 2018 bởi Warner Music Japan.

## Bối cảnh và phát hành
Ngày 22 tháng 12 năm 2017, Twice thông báo về việc phát hành đĩa đơn thứ hai của họ mang tên "Candy pop" cùng vài hình ảnh teaser cho đĩa đơn. Một đoạn nhỏ bài hát B-side "Brand New Girl" thuộc đĩa đơn cũng được phát hành trong cùng ngày, đồng thời được dùng cho quảng bá thương mại cho Line's Clova Friends speaker. Ngày 12 tháng 1, năm 2018, "Candy Pop" đã được phát hành dưới dạng kĩ thuật số trên các trang âm nhạc trực tuyến. Ngày 23 tháng 1, "Brand New Girl" cũng đã được phát hành dưới dạng một đĩa đơn kĩ thuật số trên trang âm nhạc Line Music.
Ngày 7 tháng 2, "Candy Pop" chính thức được phát hành ở dạng đĩa cứng. Đồng thời, trong cùng ngày, "Candy Pop" cũng như "Brand New Girl" đều được phát hành trên các trang nhạc số lớn tại Hàn Quốc.

## Sáng tác
"Candy Pop" được sáng tác bởi Min Lee "collapsedone" và Mayu Wakisaka, người trước đó đã từng hợp tác với Twice cùng bài hát "Knock Knock".

## Video âm nhạc
Video âm nhạc đầy đủ "Candy Pop" đã được đăng tải trực tuyến vào ngày 12 tháng 1 2018. Phần video anime đã được chỉ đạo thực hiện bởi Takahiko Kyōgoku, người được biết đến rộng rãi với vai trò là đạo diễn của serie anime truyền hình Love Live!, ông hợp tác Naive Creative Production, đại diện đứng sau thực hiện hầu hết các MV trước đây của Twice. Mạch truyện được viết bởi Park Jin-young. Ngoài ra còn có các ký tự ẩn được phát họa bởi thành viên Chaeyoung.
MV có bối cảnh với 9 thành viên là những ca sĩ hoạt hình trong một vương quốc kẹo ngọt, đang quay video âm nhạc mà cô bé người thật đang xem. Họ thấy cô bé trông cô đơn và buồn bã, và muốn động viên cô bé. Với sự giúp đỡ của nhân vật anime Park Jin-young, Twice biến hóa trở thành con người, thoát khỏi vùng đất kẹo ngọt và đi đến thế giới con người trong một chiếc xe bằng kẹo để gặp cô bé.

## Quảng bá
"Candy Pop" và "Brand New Girl" lần đầu được biểu diễn trong tour diễn Twice Showcase Live Tour 2018 "Candy Pop", bắt đầu vào ngày 19 tháng 1 năm 2018 tại Seto, Aichi. "Candy Pop" cũng đã được biểu diễn trên chương trình Music Station vào ngày 2 tháng 2. "Candy Pop" và "Brand New Girl" cũng đã được lên sóng trên chương trình Count Down TV của TBS lần lượt vào ngày 3 và 10 tháng 2.

## Hiệu suất thương mại
Ngay khi vừa ra mắt, đĩa đơn đã đứng đầu bảng xếp hạng hằng ngày Oricon Singles Chart với 117,486 bản bán ra ngay trong ngày phát hành. Đĩa đon đã lập kỉ lục doanh số bán ra cao nhất trong ngày đầu tiên đối với tất cả các nhóm nhạc nữ Hàn Quốc ra mắt tại Nhật Bản. cũng có thông báo rằng đĩa đơn đã bán được 333,633 bản đặt trước, trong khi Billboard Japan ghi nhận được 303,746 bản từ ngày 5–11 tháng 2 năm 2018. Ngày 24 tháng 2, "Candy Pop" vượt quá 400,000 bản được giao đi.

## Danh sách bài hát
| Digital download EP | Digital download EP             | Digital download EP                  | Digital download EP                  | Digital download EP |
| STT                 | Nhan đề                         | Phổ lời                              | Phổ nhạc                             | Thời lượng          |
| ------------------- | ------------------------------- | ------------------------------------ | ------------------------------------ | ------------------- |
| 1.                  | "Candy Pop"                     | Min Lee "collapsedone" Mayu Wakisaka | Min Lee "collapsedone" Mayu Wakisaka | 3:22                |
| 2.                  | "Brand New Girl"                |                                      |                                      | 3:33                |
| 3.                  | "Candy Pop" (Instrumental)      |                                      | Min Lee "collapsedone" Mayu Wakisaka | 3:22                |
| 4.                  | "Brand New Girl" (Instrumental) |                                      |                                      | 3:33                |
| Tổng thời lượng:    | Tổng thời lượng:                | Tổng thời lượng:                     | Tổng thời lượng:                     | 13:50               |

| Phiên bản giới hạn First press A | Phiên bản giới hạn First press A       | Phiên bản giới hạn First press A |
| STT                              | Nhan đề                                | Thời lượng                       |
| -------------------------------- | -------------------------------------- | -------------------------------- |
| 1.                               | "Candy Pop" (Music video)              |                                  |
| 2.                               | "Candy Pop" (Music video making movie) |                                  |

| Phiên bản giới hạn First press B | Phiên bản giới hạn First press B     | Phiên bản giới hạn First press B |
| STT                              | Nhan đề                              | Thời lượng                       |
| -------------------------------- | ------------------------------------ | -------------------------------- |
| 1.                               | "Candy Pop" (Music video dance ver.) |                                  |
| 2.                               | "Jacket Shooting Making Movie"       |                                  |

## Sản xuất nội dung
Công trạng được ghi chú trên đĩa đơn CD.

### Địa điểm
Thu âm
- JYPE Studios, Seoul, South Korea

Hòa âm
- Mirrorball Studios, Seoul, South Korea
- I to I Communications, Tokyo, Japan

Giám sát
- Sterling Sound, New York City, New York

### Nhân lực
nhân viên JYP Entertainment
- Song Ji-eun "Shannen" (JYP Entertainment Japan) – executive producer
- Jimmy Jeong (JYP Entertainment) – executive producer
- Cho Hae-sung (JYP Entertainment) – executive producer
- J. Y. Park "The Asiansoul" – producer
- Yasuhiro Suziki (JYP Entertainment Japan) – strategic planning
- Rinko Narita (JYP Entertainment Japan) – A&R
- Lee Ji-hoon (JYP Entertainment Japan) – A&R
- Choi Ji-yeon (JYP Entertainment Japan) – A&R
- Ayumi Saiki (JYP Entertainment Japan) – artist and fan marketing
- Lee Seong-ah (JYP Entertainment Japan) – artist and fan marketing
- Kim Sung-bub (JYP Entertainment Japan) – artist and fan marketing
- Hong Mina (JYP Entertainment Japan) – artist and fan marketing
- Kang Min-ju (JYP Entertainment Japan) – artist and fan marketing
- Jung Kyoung-hee (JYP Entertainment Japan) – administration
- Park Nam-yong (JYP Entertainment) – performance director
- Kim Hyung-woong (JYP Entertainment) – performance director
- Yun Hee-so (JYP Entertainment) – performance director
- Na Tae-hoon (JYP Entertainment) – performance director
- Yoo Kwang-yeol (JYP Entertainment) – performance director
- Kang Da-sol (JYP Entertainment) – performance director
- Lee Tae-sub (JYP Entertainment) – recording engineer
- Choi Hye-jin (JYP Entertainment) – recording engineer
- Eom Se-hee (JYP Entertainment) – recording engineer
- Lim Hong-jin (JYP Entertainment) – recording engineer
- Jang Han-soo (JYP Entertainment) – recording engineer
- Lee Jeong-yun "Lia" (JYP Publishing) – publishing
- Kim Min-ji (JYP Publishing) – publishing
- Shin Da-ye (JYP Publishing) – publishing
- Cho Hyun-woo (JYP Publishing) – publishing

nhân viên Warner Music Japan
- Kaz Kobayashi – executive producer
- Hayato Kajino – supervisor
- Rie Sawaoka – supervisor
- Yukiyasu "German" Fujii – chief A&R
- Toshio Kai – A&R
- Nao Fuse – A&R
- Norihiro Fukuda – A&R
- Hidetsugu Sato – sales promotion
- Naoki Takami – digital planning and marketing
- Mamoru Fukumitsu – WMJ "JYP room"
- Han Gui-taek – WMJ "JYP room"
- Kimi Yoneda – WMJ "JYP room"
- Eom Eun-kyung – WMJ "JYP room"
- Hong Mina – WMJ "JYP room"
- Kim Jang-ho – WMJ "JYP room"
- Masayo Kuroda – product coordination
- Mizuho Makizaka – A&R secretary
- Momoko Kitasato – A&R secretary

nhân viên thu âm người Nhật
- Goei Ito (Obelisk) – music director
- Yu-ki Kokubo (Obelisk) – recording director
- Satoshi Sasamoto – pro tools operation

nhân viên thiết kế
- Toshiyuki Suzuki (United Lounge Tokyo) – art direction
- Yasuhiro Uaeda (United Lounge Tokyo) – design
- Tommy – photography
- Masaaki Mitsuzono – jacket photo style director
- Choi Hee-sun (F. Choi) - music video style director
- Lim Ji-hyun (F. Choi) - music video style director
- F. Choi - music video style director
- Lee Jin-young (F. Choi) - music video assistant stylist
- Heo Su-yeon (F. Choi) - music video assistant stylist
- Jung Nan-young (Lulu Hair Makeup Studio) – hair director
- Choi Ji-young (Lulu Hair Makeup Studio) – hair director
- Son Eun-hee (Lulu Hair Makeup Studio) – hair director
- Jo Sang-ki (Lulu Hair Makeup Studio) – makeup director
- Jeon Dallae (Lulu Hair Makeup Studio) – makeup director
- Zia (Lulu Hair Makeup Studio) – makeup director
- Won Jung-yo – makeup director
- Choi Su-ji – assistant makeup director

nhân viên quay phim
- Kim Young-jo (Naive Production) – music video director
- Yoo Seung-woo (Naive Production) – music video director
- Takahiko Kyōgoku – music video animation director
- Hiroyuki Katō (OLM Team Kato) – music video animation producer
- Han Gui-taek – music video making movie director
- Yu Yamaguchi (Warner Music Mastering) – DVD authoring

Các cá nhân khác
- Min Lee "collapsedone" – all instruments and computer programming (on "Candy Pop")
- Na.Zu.Na – all instruments (on "Brand New Girl")
- Twice – background vocals (on "Candy Pop" and "Brand New Girl")
- Ikuko Tsutsumi – background vocals (on "Candy Pop" and "Brand New Girl")
- Mayu Wakisaka – background vocals and vocal recording director (on "Candy Pop")
- Tony Maserati at Mirrorball Studios – mixing engineer (on "Candy Pop")
- Naoki Yamada at I to I Communications – mixing engineer (on "Brand New Girl")
- Ted Jensen at Sterling Sound – mastering engineer (on "Candy Pop" and "Brand New Girl")

## Bảng xếp hạng

### Bảng xếp hạng hàng tuần
| Bảng xếp hạng (2018)                  | Vị trí cao nhất |
| ------------------------------------- | --------------- |
| Nhật Bản (Japan Hot 100)              | 1               |
| Nhật Bản (Oricon)                     | 1               |
| Japan Digital Singles Chart (Oricon)  | 14              |
| Bảng xếp hạng quốc tế Hàn Quốc (Gaon) | 80              |
| Đài Loan (Five Music)                 | 1               |

### Bảng xếp hạng cuối năm
| Bảng xếp hạng (2018)     | Thứ hạng |
| ------------------------ | -------- |
| Nhật Bản (Japan Hot 100) | 8        |
| Nhật Bản (Oricon)        | 20       |

## Chứng nhận
| Quốc gia                                  | Chứng nhận | Số đơn vị/doanh số chứng nhận |
| ----------------------------------------- | ---------- | ----------------------------- |
| Nhật Bản (RIAJ)                           | Bạch kim   | 250.000^                      |
| ^ Chứng nhận dựa theo doanh số nhập hàng. |            |                               |

## Giải thưởng
| Năm  | Giải thưởng                | Hạng mục                            | Kết quả   | Ref.   |
| ---- | -------------------------- | ----------------------------------- | --------- | ------ |
| 2019 | 33rd Japan Gold Disc Award | Song of the Year by Download (Asia) | Đoạt giải | [ 31 ] |